# Chris Wylde
Chris Wylde, född som Christopher Scott Noll, den 22 augusti 1976 i Hackettstown i New Jersey, är en amerikansk skådespelare. Han är mest känd för sina roller i filmer som The Duff (2015), Space Cowboys (2000), The Babysitter (2017) och The Babysitter: Killer Queen (2020). Han har också haft sin egen TV-serie på Comedy Central och gästspelat i väldigt många TV-program på Disney Channel. Han har dessutom haft återkommande roller som Angwin i Amphibia, serietidningsbutiksägaren Glenn i Young Sheldon, och Ribby i The Cuphead Show!.

## Filmografi (i urval)

### Filmer
| År   | Titel                        | Roll                  | Noter |
| ---- | ---------------------------- | --------------------- | ----- |
| 2000 | Space Cowboys                | Jason                 |       |
| 2000 | Coyote Ugly                  | Collegekille          |       |
| 2001 | Joe Dirt                     | Järnvägspojke         |       |
| 2001 | Evolution                    | Elev                  |       |
| 2007 | Hårda bud                    | Kevin Lipworth        |       |
| 2014 | Earth to Echo                | Säkerhetsvakt         |       |
| 2014 | Teenage Mutant Ninja Turtles | Chris Cummings        |       |
| 2015 | The Duff                     | Mr. Fillmore          |       |
| 2017 | The Babysitter               | Juan                  |       |
| 2018 | When We First Met            | Mr. Costigan          |       |
| 2019 | Airplane Mode                | Co-pilot Penis, Benji |       |
| 2019 | Rim of the World             | Farbror Chris         |       |
| 2020 | The Babysitter: Killer Queen | Juan                  |       |
| 2022 | Tall Girl 2                  | Corey Dunkleman       |       |

### TV-serier
| År        | Titel                        | Roll                                 | Noter                                |
| --------- | ---------------------------- | ------------------------------------ | ------------------------------------ |
| 2002      | Se upp för Ellie             | Produktionsassistent                 |                                      |
| 2003      | Just Shoot Me!               | Max                                  |                                      |
| 2004      | General Hospital             | Ricky                                | 3 avsnitt                            |
| 2005      | American Idol                | Rappande nanny                       |                                      |
| 2010      | Jonas                        | Mad Mad Marty                        |                                      |
| 2010      | Par i kungar                 | Two Peg                              | 2 avsnitt                            |
| 2011      | Lycka till Charlie!          | Korpral Kwikki                       |                                      |
| 2011      | A.N.T. – Avancerad Ny Talang | Mr. Marceau                          |                                      |
| 2012      | Gravity Falls                | Ytterligare röster                   |                                      |
| 2014      | Legit                        | Gene                                 | 2 avsnitt                            |
| 2014      | Jessie                       | Grover/Lord Thunderblood             |                                      |
| 2015      | Happyish                     | Hitler                               |                                      |
| 2015–2017 | Gurkan & Nöten               | Gary/Viper/Olika röster              | 6 avsnitt                            |
| 2017      | Dimension 404                | Detektiv                             |                                      |
| 2018–2019 | Young Sheldon                | Glenn                                | 3 avsnitt                            |
| 2020–2022 | Amphibia                     | Angwin/FBI-chef/Newt Marauder (röst) | 3 avsnitt                            |
| 2022      | The Conners                  | Papegoja (röst)                      | 2 avsnitt                            |
| 2022      | The Cuphead Show!            | Ribby (röst)                         | 6 avsnitt                            |
| 2024      | Haileys lista                | Finn Skulby (röst)                   | Avsnittet "The Umpire Strikes Again" |